# Maarten Sierhuis
Maarten Sierhuis (december 1962) is een specialist op het gebied van zelfsturende auto's. Hij is gepromoveerd aan de Universiteit van Amsterdam op het gebied van kunstmatige intelligentie. Hij heeft twaalf jaar gewerkt bij NASA. Sinds februari 2013 is hij directeur van het Nissan Research Center in Silicon Valley.